# Ingen stund är såsom denna
Ingen stund är såsom denna är en psalmtext skriven 1921 av poeten Karin Boye. Diktens titel är Aftonbön. Den är tonsatt av kompositörerna Gustaf Nordqvist, Margit Edling, Torsten Rantzén samt 1983 av Egil Hovland.

## Publicerad i
- nr 941 i Psalmer i 2000-talet
- nr 859 i Psalmer i 90-talet under rubriken Kväll.
- nr 378 (Hovland) i "Salmer og viser" (Verbum 1983) under rubriken "Kveld"
- nr 548 (Hovland) i Psalmer och sånger 1987 under rubriken "Dagens och årets tider - Kväll".[1]
- nr 128 (Hovland) i "Salmer 1997" under rubriken "Kveld"
- nr 824 (Hovland) i "Norsk salmebok 2013" under rubriken "Kveld"